# Vincitori della Calder Cup

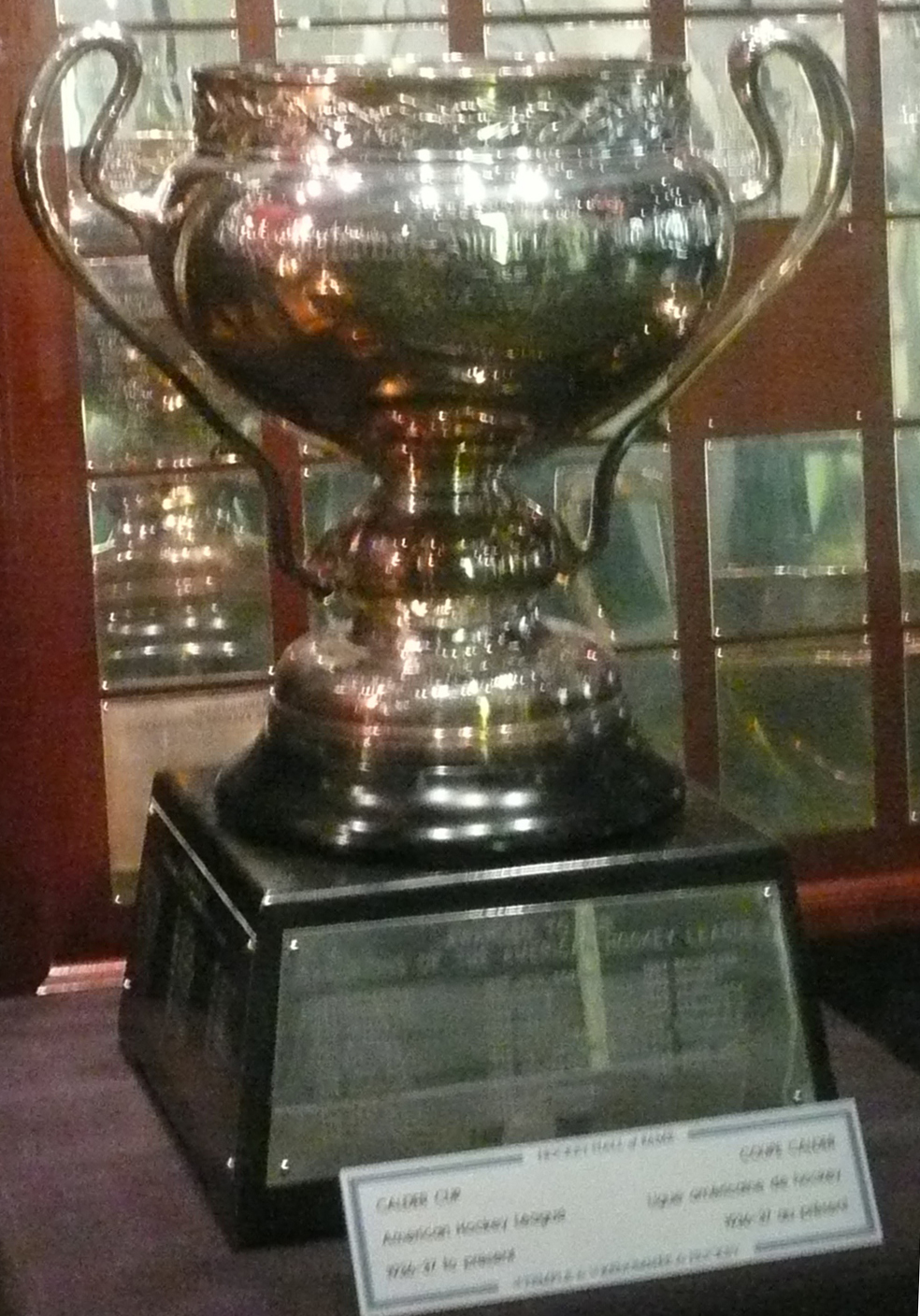
La Calder Cup.

La Calder Cup è il trofeo assegnato annualmente al vincitore dei playoff della American Hockey League (AHL). Fu consegnata per la prima volta al termine della stagione 1937-1938, e prende il proprio nome da quello di Frank Calder, primo presidente della National Hockey League. La Calder Cup si distingue dal Calder Memorial Trophy, premio assegnato al rookie dell'anno della National Hockey League.
Al 2016 sono 29 le città ad aver vinto almeno una volta la Calder Cup. Gli Hershey Bears si sono imposti in undici occasioni, il massimo fra le squadre ancora in attività, e sono apparsi per venti volte in finale, record nella storia della AHL. La franchigia originale dei Cleveland Barons, che ha operato fino al 1973, ha conquistato invece nove titoli.

## Lista dei vincitori

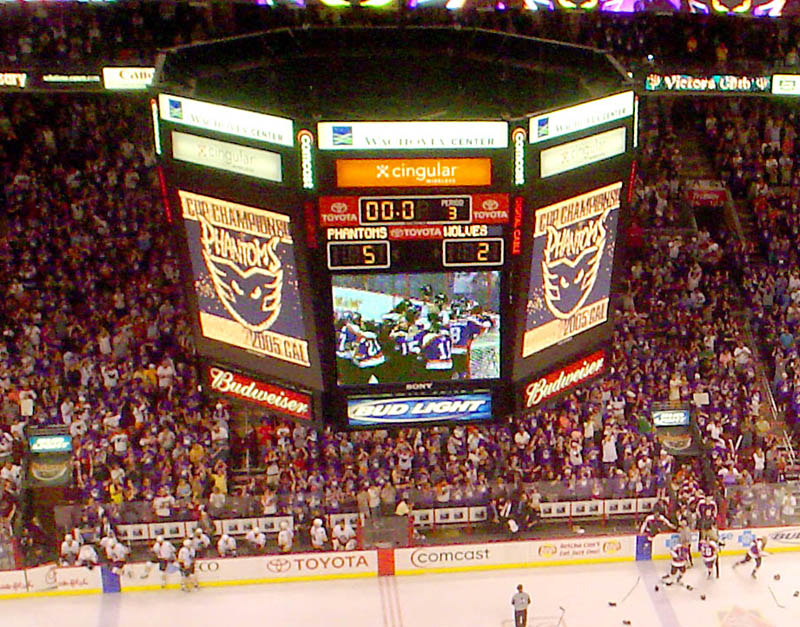
I Philadelphia Phantoms conquistano la Calder Cup 2005 contro i Chicago Wolves di fronte a 20.103 spettatori.

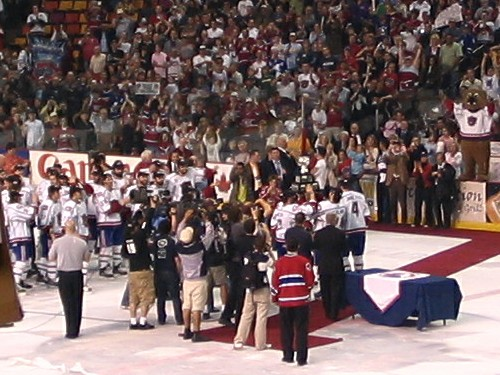
Festeggiamenti per la vittoria degli Hamilton Bulldogs nella Calder Cup 2007.

| Stagione  | Squadra vincente          | Serie | Squadra perdente       |
| --------- | ------------------------- | ----- | ---------------------- |
| 1936-37   | Syracuse Stars (1)        | 3-1   | Philadelphia Ramblers  |
| 1937-38   | Providence Reds (1)       | 3-1   | Syracuse Stars         |
| 1938-39   | Cleveland Barons (1)      | 3-1   | Philadelphia Ramblers  |
| 1939-40   | Providence Reds (2)       | 3-0   | Pittsburgh Hornets     |
| 1940-41   | Cleveland Barons (2)      | 3-2   | Hershey Bears          |
| 1941-42   | Indianapolis Capitals (1) | 3-2   | Hershey Bears          |
| 1942-43   | Buffalo Bisons (1)        | 3-0   | Indianapolis Capitals  |
| 1943-44   | Buffalo Bisons (2)        | 4-0   | Cleveland Barons       |
| 1944-45   | Cleveland Barons (3)      | 4-2   | Hershey Bears          |
| 1945-46   | Buffalo Bisons (3)        | 4-3   | Cleveland Barons       |
| 1946-47   | Hershey Bears (1)         | 4-3   | Pittsburgh Hornets     |
| 1947-48   | Cleveland Barons (4)      | 4-0   | Buffalo Bisons         |
| 1948-49   | Providence Reds (3)       | 4-3   | Hershey Bears          |
| 1949-50   | Indianapolis Capitals (2) | 4-0   | Cleveland Barons       |
| 1950-51   | Cleveland Barons (5)      | 4-3   | Buffalo Bisons         |
| 1951-52   | Pittsburgh Hornets (1)    | 4-2   | Providence Reds        |
| 1952-53   | Cleveland Barons (6)      | 4-3   | Pittsburgh Hornets     |
| 1953-54   | Cleveland Barons (7)      | 4-2   | Hershey Bears          |
| 1954-55   | Pittsburgh Hornets (2)    | 4-2   | Buffalo Bisons         |
| 1955-56   | Providence Reds (4)       | 4-0   | Cleveland Barons       |
| 1956-57   | Cleveland Barons (8)      | 4-1   | Rochester Americans    |
| 1957-58   | Hershey Bears (2)         | 4-2   | Springfield Indians    |
| 1958-59   | Hershey Bears (3)         | 4-2   | Buffalo Bisons         |
| 1959-60   | Springfield Indians (1)   | 4-1   | Rochester Americans    |
| 1960-61   | Springfield Indians (2)   | 4-0   | Hershey Bears          |
| 1961-62   | Springfield Indians (3)   | 4-1   | Buffalo Bisons         |
| 1962-63   | Buffalo Bisons (4)        | 4-3   | Hershey Bears          |
| 1963-64   | Cleveland Barons (9)      | 4-0   | Quebec Aces            |
| 1964-65   | Rochester Americans (1)   | 4-1   | Hershey Bears          |
| 1965-66   | Rochester Americans (2)   | 4-2   | Cleveland Barons       |
| 1966-67   | Pittsburgh Hornets (3)    | 4-0   | Rochester Americans    |
| 1967-68   | Rochester Americans (3)   | 4-2   | Quebec Aces            |
| 1968-69   | Hershey Bears (4)         | 4-1   | Quebec Aces            |
| 1969-70   | Buffalo Bisons (5)        | 4-0   | Springfield Kings      |
| 1970-71   | Springfield Kings (4)     | 4-0   | Providence Reds        |
| 1971-72   | Nova Scotia Voyageurs (1) | 4-2   | Baltimore Clippers     |
| 1972-73   | Cincinnati Swords (1)     | 4-1   | Nova Scotia Voyageurs  |
| 1973-74   | Hershey Bears (5)         | 4-1   | Providence Reds        |
| 1974-75   | Springfield Indians (5)   | 4-1   | New Haven Nighthawks   |
| 1975-76   | Nova Scotia Voyageurs (2) | 4-1   | Hershey Bears          |
| 1976-77   | Nova Scotia Voyageurs (3) | 4-2   | Rochester Americans    |
| 1977-78   | Maine Mariners (1)        | 4-1   | New Haven Nighthawks   |
| 1978-79   | Maine Mariners (2)        | 4-0   | New Haven Nighthawks   |
| 1979-80   | Hershey Bears (6)         | 4-2   | New Brunswick Hawks    |
| 1980-81   | Adirondack R. Wings (1)   | 4-2   | Maine Mariners         |
| 1981-82   | New Brunswick Hawks (1)   | 4-1   | Binghamton Whalers     |
| 1982-83   | Rochester Americans (4)   | 4-0   | Maine Mariners         |
| 1983-84   | Maine Mariners (3)        | 4-1   | Rochester Americans    |
| 1984-85   | Sherbrooke Canadiens (1)  | 4-2   | Baltimore Skipjacks    |
| 1985-86   | Adirondack R. Wings (2)   | 4-2   | Hershey Bears          |
| 1986-87   | Rochester Americans (5)   | 4-3   | Sherbrooke Canadiens   |
| 1987-88   | Hershey Bears (7)         | 4-0   | Fredericton Express    |
| 1988-89   | Adirondack R. Wings (3)   | 4-1   | New Haven Nighthawks   |
| 1989-90   | Springfield Indians (6)   | 4-2   | Rochester Americans    |
| 1990-91   | Springfield Indians (7)   | 4-2   | Rochester Americans    |
| 1991-92   | Adirondack R. Wings (4)   | 4-3   | St. John's Maple Leafs |
| 1992-93   | Cape Breton Oilers (1)    | 4-1   | Rochester Americans    |
| 1993-94   | Portland Pirates (1)      | 4-2   | Moncton Hawks          |
| 1994-95   | Albany River Rats (1)     | 4-0   | Fredericton Canadiens  |
| 1995-96   | Rochester Americans (6)   | 4-3   | Portland Pirates       |
| 1996-97   | Hershey Bears (8)         | 4-1   | Hamilton Bulldogs      |
| 1997-98   | Phila. Phantoms (1)       | 4-2   | Saint John Flames      |
| 1998-99   | Providence Bruins (1)     | 4-1   | Rochester Americans    |
| 1999-2000 | Hartford Wolf Pack (1)    | 4-2   | Rochester Americans    |
| 2000-01   | Saint John Flames (1)     | 4-2   | WBS Penguins           |
| 2001-02   | Chicago Wolves (1)        | 4-1   | Bridgeport S. Tigers   |
| 2002-03   | Houston Aeros (1)         | 4-3   | Hamilton Bulldogs      |
| 2003-04   | Milwaukee Admirals (1)    | 4-0   | WBS Penguins           |
| 2004-05   | Phila. Phantoms (2)       | 4-0   | Chicago Wolves         |
| 2005-06   | Hershey Bears (9)         | 4-2   | Milwaukee Admirals     |
| 2006-07   | Hamilton Bulldogs (1)     | 4-1   | Hershey Bears          |
| 2007-08   | Chicago Wolves (2)        | 4-2   | WBS Penguins           |
| 2008-09   | Hershey Bears (10)        | 4-2   | Manitoba Moose         |
| 2009-10   | Hershey Bears (11)        | 4-2   | Texas Stars            |
| 2010-11   | Binghamton Sen.s (1)      | 4-2   | Houston Aeros          |
| 2011-12   | Norfolk Admirals (1)      | 4-0   | Toronto Marlies        |
| 2012-13   | G. Rapids Griffins (1)    | 4-2   | Syracuse Crunch        |
| 2013-14   | Texas Stars (1)           | 4-1   | St. John's IceCaps     |
| 2014-15   | Manchester Monarchs (1)   | 4-1   | Utica Comets           |
| 2015-16   | Lake Erie Monsters (1)    | 4-0   | Hershey Bears          |